# Neivamyrmex quadratooccipitus
Neivamyrmex quadratooccipitus es una especie de hormiga guerrera del género Neivamyrmex, subfamilia Dorylinae.